# Il templario
Il templario è un melodramma composto da Otto Nicolai nel 1840. Andato in scena dopo la più famosa opera del compositore, Die lustigen Weiber von Windsor (Le allegre comari di Windsor), è uno dei tre melodramma di Nicolai in lingua italiana, assieme a Gildippe ed Odoardo.
Fu un successo alla prima, ma in seguitò uscì fuori dal repertorio per oltre 150 anni, per poi tornare in scena solo nel 2008.

## Trama
La storia si ambienta nel 1194, nel corso di un conflitto fra i nobili Anglosassoni e Normanni, loro conquistatori. La trama si impernia attorno all'amore di Vilfredo per Rovena, e quello di Briano per Rebecca, giovane ebrea che lui stesso fa rapire, dato che ella non ricambia il suo amore, essendosi innamorata di Vilfredo. Il finale è tragico: entrambi Briano e Rebecca moriranno di dolore.

## Struttura musicale
- Sinfonia

### Atto I
- N. 1 - Introduzione e Cavatina di Vilfredo Delle trombe il suon guerriero - Sia meco avverso il fato (Coro, Cedrico, Rovena, Vilfredo)
- N. 2 - Cavatina di Briano Io per te nel cor talora (Briano, Coro)
- N. 3 - Coro e Aria di Rovena Del cielo britanno - Oh bel sogno lusinghier! (Coro, Rovena)
- N. 4 - Cavatina di Rebecca Per via solinga e tacita (Rebecca, Rovena, Isacco, Coro)
- N. 5 - Finale I Qui sostiam, la meta è questa (Coro, Briano, Cedrico, Rebecca, Rovena, Isacco, Vilfredo)

### Atto II
- N. 6 - Duetto fra Briano e Rebecca Se sarai fra queste mura
- N. 7 - Coro Morte al leon vorace! - Qual nomasti fattucchiera! (Coro, Luca, Isacco, Briano)
- N. 8 - Terzetto fra Cedrico, Vilfredo e Rovena Tu le bandiere, o perfido

### Atto III
- N. 9 - Coro, Sestetto, Preghiera e Duetto Finale fra Rebecca e Vilfredo Morte al leon vorace! - Tentasti, o folle, invano - Signor de' padri miei - Da quell'istante sappilo (Coro, Luca, Vilfredo, Briano, Rebecca, Isacco, Cedrico)